# Ryżniak błyszczący
Ryżniak błyszczący (Oryzomys dimidiatus) – gatunek ssaka z podrodziny bawełniaków (Sigmodontinae) w obrębie rodziny chomikowatych (Cricetidae).

## Zasięg występowania
Ryżniak błyszczący jest znany tylko z dwóch stanowisk w i w pobliżu miejsca typowego w południowo-wschodniej Nikaragui.

## Taksonomia
Gatunek po raz pierwszy zgodnie z zasadami nazewnictwa binominalnego opisał w 1905 roku brytyjski zoolog Oldfield Thomas nadając mu nazwę Nectomys dimidiatus. Holotyp pochodził z Rio Escondido, 24 mi (39 km) poniżej Ramy, w Wybrzeżu Karaibskim Południowym, w Nikaragui. 
Autorzy Illustrated Checklist of the Mammals of the World uznają ten takson za gatunek monotypowy.

### Etymologia
- Oryzomys: gr. ορυζα oruza „ryż”; μυς mus, μυος muos „mysz”[7].
- dimidiatus: łac. dimidiatus „podzielony”, od dimidius „przepołowiony”, od di- „oprócz, osobno”; medius „środek”[8].

## Morfologia
Długość ciała (bez ogona) 118–125 mm, długość ogona 110–115 mm, długość ucha 13–15 mm, długość tylnej stopy 26–28 mm; masa ciała 46 g. 

## Siedlisko
Gatunek ten znaleziono w gęstych, przybrzeżnych trzcinach oraz na plantacji bananów na bardzo wilgotnej, czerwonej glinie.

## Populacja
Chociaż znany tylko z trzech okazów, przypuszcza się, że jest bardziej rozpowszechniony niż by na to wskazywało.

## Zagrożenia
Nie są znane żadne zagrożenia dla tego gatunku.